# Juan Blázquez Miguel
Juan Blázquez Miguel (nacido en 1943 en Madrid) es un historiador español, autor de numerosos libros sobre diferentes periodos de la historia de España, especialmente sobre la Inquisición y la Guerra Civil.
Se licenció en Historia en la Universidad de Granada en 1973 y se doctoró en la misma especialidad en la Universidad de Murcia en 1985 (tesis: Yecla en el Siglo XVII ). Ha sido funcionario de Archivos y Bibliotecas, y después pasó al Ministerio de Asuntos Exteriores, donde ha trabajado en varias embajadas y consulados de America y Europa.

## Obras
- Yecla en tiempos de Felipe II: (1556-1598) (1981).
- Yecla en el reinado de Felipe III: 1598-1621 (Yecla, 1983).
- Inquisición y brujería en la Yecla del siglo XVIII (Yecla, 1984).
- Criptojudaísmo en Albacete: procesos de la Inquisición de Cuenca (Albacete, 1984).
- Hechicería y superstición en Castilla-La Mancha (Toledo, 1985).
- La Inquisición en Albacete (Albacete, 1985).
- La Inquisición en Castilla-La Mancha (Madrid, 1986).
- El Tribunal de la Inquisición en Murcia (Murcia, 1986).
- Ciudad Real y la Inquisición (1483-1820) (Ciudad Real, 1986).
- Huete y su tierra: un enclave inquisitorial conquense (Huete, 1987).
- San Clemente y la Inquisición de Cuenca (San Clemente, Cuenca, 1988).
- Yecla en el siglo XVII (Yecla, 1988).
- Yecla en su historia (Toledo, 1988).
- La Inquisición (Madrid, 1988).
- Inquisición y criptojudaísmo (Madrid, 1988).
- Brujería: manual práctico (Madrid, 1988).
- Toledot: Historia del Toledo judío (Toledo, 1989).
- Introducción a la historia de la masonería española (Madrid, 1989)
- Herejía y heterodoxia en Talavera y su antigua tierra (Talavera de la Reina, 1989).
- Eros y Tanatos: brujerías, hechicería y superstición en España (Toledo, 1989).
- La Inquisición en Cataluña: El tribunal del Santo Oficio de Barcelona, 1487-1820 (Toledo, 1990).
- Madrid: Judíos, herejes y brujas. El Tribunal de Corte (1650 - 1820) (Madrid, 1990).
- Castilla-La Mancha: magia, superstición y leyenda (León, 1991).
- La Inquisición en América (1569-1820) (Santo Domingo, República Dominicana, 1994).
- Vodú y Zonbi: vida y muerte en Haití (Yecla, 2002).
- Memorias en blanco y negro: Haití, 1990-1995 (Madrid, 2003).
- Historia militar de la Guerra Civil española (Madrid, 2003).
- Auténtico Franco: trayectoria militar, 1907-1939 (Madrid, 2009).
- España turbulenta: alteraciones, violencia y sangre durante la II República (Madrid, 2009).
- La Guardia Civil durante la República y el 18 de julio (Madrid, 2010)
- La Guardia Civil en la Guerra de España (1936-1939) (Madrid, 2012).
- La última carga: la caballería en la Guerra Civil española (Madrid, 2013).